# Клер Вуазен
Клер Вуазен (фр. Claire Voisin, нар. 4 березня 1962, Сен-Ле-ла-Форе, біля Парижу) — французький математик. Фахівець з комплексної алгебраїчної геометрії, гіпотези Ходжі та Келерового многовиду. Професор Коллеж де Франс (з 2016).

## Кар'єра
Вона відома своїми роботами в алгебраїчній геометрії, особливо в тому, що стосується варіацій структур Ходжа та дзеркальної симетрії, і написала кілька книг з теорії Ходжа. У 2002 році Вуазен довела, що узагальнення теореми Ходжа на компактні келерові многовиди є хибним. Теорема Ходжа є однією з семи задач на премію тисячоліття Інституту математики Клея, які були обрані у 2000 році, кожна з яких має приз у розмірі одного мільйона доларів США.
Вуазен отримала премію Європейського математичного товариства у 1992 році та премію Сервантеса Академії наук у 1996 році. Вона отримала премію Софі Жермен у 2003 році та премію Клєя у 2008 році за спростування гіпотези Кодайри про деформації компактних многовидів Келера. У 2007 році вона була нагороджена Премією Рут Літтл Саттер з математики за розв'язання загального випадку гіпотези Гріна про сизигії канонічного вкладення алгебраїчної кривої, на додаток до її роботи над гіпотезою Кодайри. Цей випадок гіпотези Гріна привертав значну увагу алгебраїчних геометрів протягом більш ніж двох десятиліть до того, як його розв'язала Вуазен (повна гіпотеза для довільних кривих все ще залишається частково відкритою).
Вона була запрошеним доповідачем на Міжнародному конгресі математиків у Цюриху 1994 року в секції "Алгебраїчна геометрія", а також була запрошена як пленарний доповідач на Міжнародному конгресі математиків у Хайдарабаді 2010 року. У 2014 році її було обрано до Академії Європи. З 2017 по 2019 рік була членом журі з математичних наук премії Infosys Prize.
У 2009 році стала членом Німецької академії наук "Леопольдіна". У травні 2016 року була обрана іноземним членом-кореспондентом Національної академії наук України. Також у 2016 році вона стала першою жінкою-математиком у Колеж де Франс і першою завідувачкою кафедри алгебраїчної геометрії. У вересні 2016 року вона отримала Золоту медаль Національного центру наукових досліджень Франції (CNRS). Остання є найвищою нагородою за наукові дослідження у Франції. У 2017 році разом з Яношем Колларом отримала Премію Шоу в галузі математичних наук. Була призначена старшим науковим співробітником MSRI Clay у 2008-2009 роках та навесні 2019 року. У 2021 році була обрана іноземним членом Королівського товариства. У 2022 році була обрана Міжнародним почесним членом Американської академії мистецтв і наук.

## Визнання та нагороди
- 1988: Бронзова медаль Національного центру наукових досліджень;
- 1989: Премія IBM молодому досліднику;
- 1989: Премія Європейського математичного товариства;
- 1994: Запрошений доповідач на Міжнародному конгресі математиків у Цюриху (Variations of Hodge structure and algebraic cycles);
- 1996: Премія Софі Жермен від Академії наук;
- 2004: пленарний доповідач Європейського математичного конгресу (Recent Progress in Kähler and Complex Algebraic Geometry);
- 2006: Срібна медаль Національного центру наукових досліджень;
- 2007: Премія Саттера від Американського математичного товариства;
- 2008: член Французької академії наук;
- 2008: Дослідницька нагорода Клея;
- 2009: член Леопольдини;
- 2010: член Французької АН;
- 2010: пленарний доповідач на Міжнародному конгресі математиків у Гайдарабаді (On the cohomology of algebraic varieties);
- 2011: Іноземний член Національної академії деї Лінчеї;
- 2012: член Лондонського математичного товариства;
- 2014: член Європейської академії.[24];
- 2015: премія Гайнца Гопфа[en][25];
- 2016: Золота медаль Національного центру наукових досліджень;
- 2016: іноземний член Національної академії наук США;
- 2017: Премія Шао з математики[26];
- 2019: старший стипендіат Математичного інституту Клея[27];
- 2019: премія L'Oréal — ЮНЕСКО «Для жінок у науці»;
- 2021: член Лондонського королівського товариства[28];

## Публікації
- Hodge Theory and complex algebraic geometry. 2 vols., Cambridge University Press (Cambridge Studies in Advanced Mathematics), 2002, 2003, vol. 1, ISBN 0-521-71801-5.[29]
- Mirror Symmetry. AMS 1999, ISBN 0-8218-1947-X.
- Variations of Hodge Structure on Calabi Yau Threefolds. Edizioni Scuola Normale Superiore, 2007.
- with Mark Green, J. Murre (eds.) Algebraic Cycles and Hodge Theory, Lecture Notes in Mathematics 1594, Springer Verlag 1994 (CIME Lectures), containing article by Voisin: Transcendental methods in the study of algebraic cycles